# تثليم (شعر)
التثليم هو أن يأتي الشاعر بأسماء يقصر عنها العروض، فيضطر إلى ثلمها أي النقص منها. مثال ذلك قول  لبيد بن ربيعة: درس المنا بمتالع فأبان. أراد بالمنا المنازل. والتثليم عكسه التذنيب.

## انظر أبضا
- ثلم (عروض)